# Karl Süß (Politiker)
Karl Süß (* 24. Februar 1900 in Graben; † 19. Oktober 1969 ebenda) war ein deutscher Politiker.
Süß war Landwirt in seiner Heimatgemeinde Graben. Nach dem Zweiten Weltkrieg trat er der Demokratischen Volkspartei (DVP) bei, die 1948 in der Freien Demokratische Partei (FDP) aufging. Er gehörte 1946 der von der amerikanischen Militärregierung ernannten Vorläufigen Volksvertretung von Württemberg-Baden an.